# 신아 (1992년)
신아(본명: 이소윤, 1992년 12월 28일~)는 대한민국의 여성 가수이자 모델, 비디오 자키, 방송인이다.

## 주요 이력
서울 출생인 그녀는 2012년에 뷰티 잡지 모델 첫 데뷔하였으며 2013년 여성 댄스 팝 음악 그룹 "리브 하이(Live High)"의 구성원으로 정식 데뷔하였다.

## 출연작

### TV 프로그램
- 2016년 EBS TV 《톡 톡 보니 하니》
- 2016년 아리랑 TV 《Simply K-pop》
- 2017년 아리랑 TV 《Pops in Seoul》
- 2017년 EBS TV 《딩동댕 유치원》